# Étainhus
Étainhus és un municipi francès situat al departament del Sena Marítim i a la regió de Normandia. L'any 2007 tenia 1.050 habitants.

## Demografia

### Població
El 2007 la població de fet d'Étainhus era de 1.050 persones. Hi havia 366 famílies de les quals 52 eren unipersonals (32 homes vivint sols i 20 dones vivint soles), 107 parelles sense fills, 199 parelles amb fills i 8 famílies monoparentals amb fills.
La població ha evolucionat segons el següent gràfic:
Habitants censats

### Habitatges
El 2007 hi havia 397 habitatges, 367 eren l'habitatge principal de la família, 16 eren segones residències i 14 estaven desocupats. 376 eren cases i 20 eren apartaments. Dels 367 habitatges principals, 307 estaven ocupats pels seus propietaris, 55 estaven llogats i ocupats pels llogaters i 5 estaven cedits a títol gratuït; 2 tenien una cambra, 7 en tenien dues, 32 en tenien tres, 104 en tenien quatre i 222 en tenien cinc o més. 323 habitatges disposaven pel capbaix d'una plaça de pàrquing. A 126 habitatges hi havia un automòbil i a 229 n'hi havia dos o més.

### Piràmide de població
La piràmide de població per edats i sexe el 2009 era:
| Homes | Edats   | Dones |
| ----- | ------- | ----- |
| 0     | 95 o +  | 0     |
| 4     | 90 a 94 | 0     |
| 12    | 85 a 89 | 0     |
| 4     | 80 a 84 | 4     |
| 8     | 75 a 79 | 24    |
| 4     | 70 a 74 | 8     |
| 8     | 65 a 69 | 12    |
| 28    | 60 a 64 | 32    |
| 24    | 55 a 59 | 8     |
| 32    | 50 a 54 | 28    |
| 44    | 45 a 49 | 32    |
| 52    | 40 a 44 | 32    |
| 32    | 35 a 39 | 56    |
| 32    | 30 a 34 | 36    |
| 40    | 25 a 29 | 36    |
| 8     | 20 a 24 | 28    |
| 56    | 15 a 19 | 32    |
| 36    | 10 a 14 | 76    |
| 28    | 5 a 9   | 28    |
| 36    | 0 a 4   | 28    |

## Economia
El 2007 la població en edat de treballar era de 708 persones, 512 eren actives i 196 eren inactives. De les 512 persones actives 495 estaven ocupades (273 homes i 222 dones) i 18 estaven aturades (9 homes i 9 dones). De les 196 persones inactives 72 estaven jubilades, 62 estaven estudiant i 62 estaven classificades com a «altres inactius».

### Ingressos
El 2009 a Étainhus hi havia 358 unitats fiscals que integraven 1.054,5 persones, la mediana anual d'ingressos fiscals per persona era de 20.766 €.

### Activitats econòmiques
Dels 28 establiments que hi havia el 2007, 3 eren d'empreses extractives, 2 d'empreses de fabricació d'altres productes industrials, 3 d'empreses de construcció, 1 d'una empresa de comerç i reparació d'automòbils, 8 d'empreses de transport, 1 d'una empresa immobiliària, 6 d'empreses de serveis, 1 d'una entitat de l'administració pública i 3 d'empreses classificades com a «altres activitats de serveis».
Dels 7 establiments de servei als particulars que hi havia el 2009, 3 eren lampisteries, 1 agència immobiliària i 3 salons de bellesa.
L'any 2000 a Étainhus hi havia 14 explotacions agrícoles que ocupaven un total de 584 hectàrees.

## Equipaments sanitaris i escolars
El 2009 hi havia una escola elemental.

## Poblacions més properes
El següent diagrama mostra les poblacions més properes.